# ناتان بلیست
ناتان بلیست (انگلیسی: Nathan Blissett؛ زادهٔ ۲۹ ژوئن ۱۹۹۰) بازیکن فوتبال اهل بریتانیا است.
از باشگاه‌هایی که در آن بازی کرده‌است می‌توان به باشگاه فوتبال کمبریج یونایتد، باشگاه فوتبال ترانمره راورز، باشگاه فوتبال مکلسفیلد تاون، باشگاه فوتبال تورکی یونایتد، باشگاه فوتبال بریستول راورز، و باشگاه فوتبال کیدرمینستر هاریرس اشاره کرد.